# Diagrama QAPF

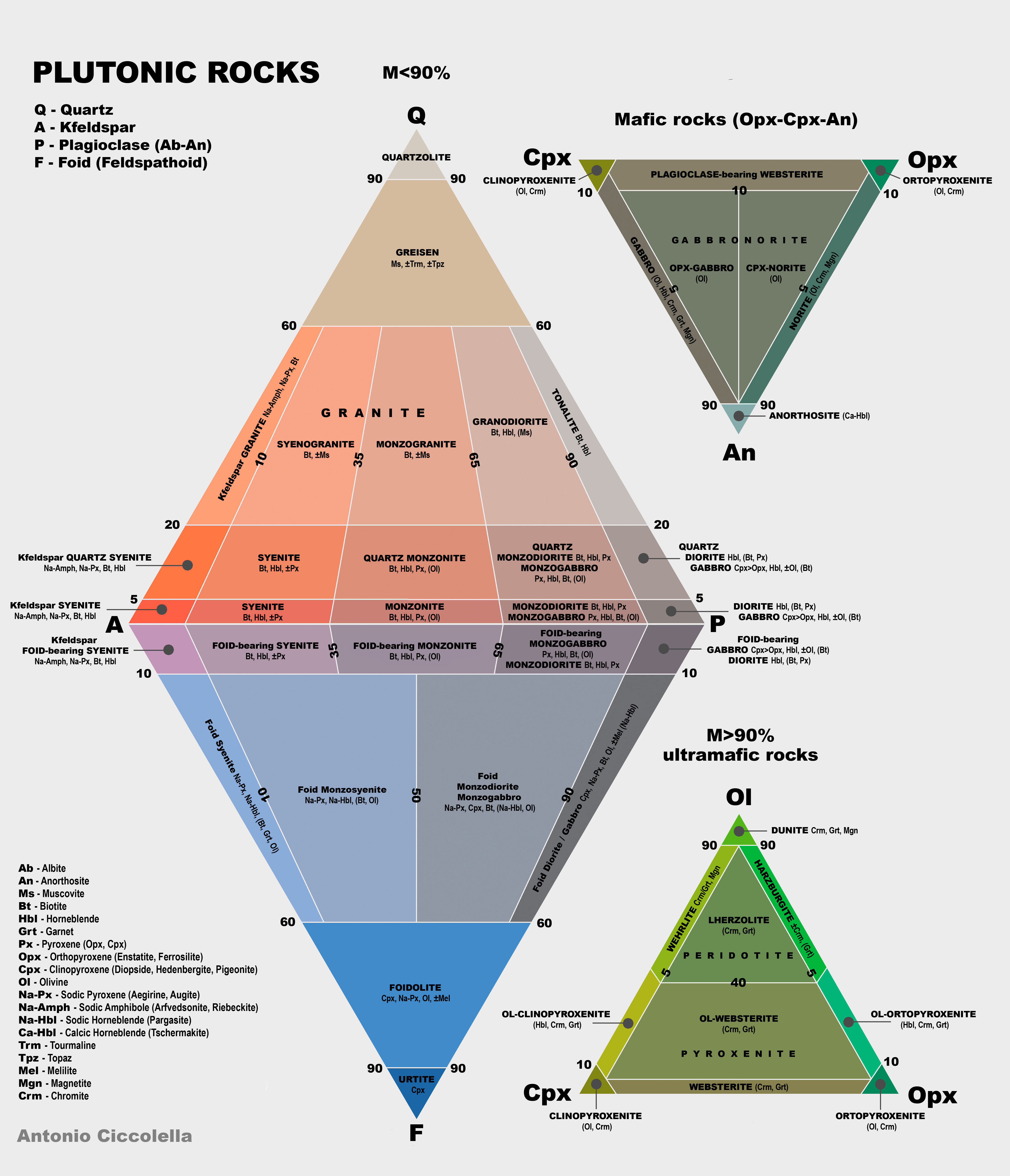
Diagrama QAPF para rocas plutónicas (en inglés)

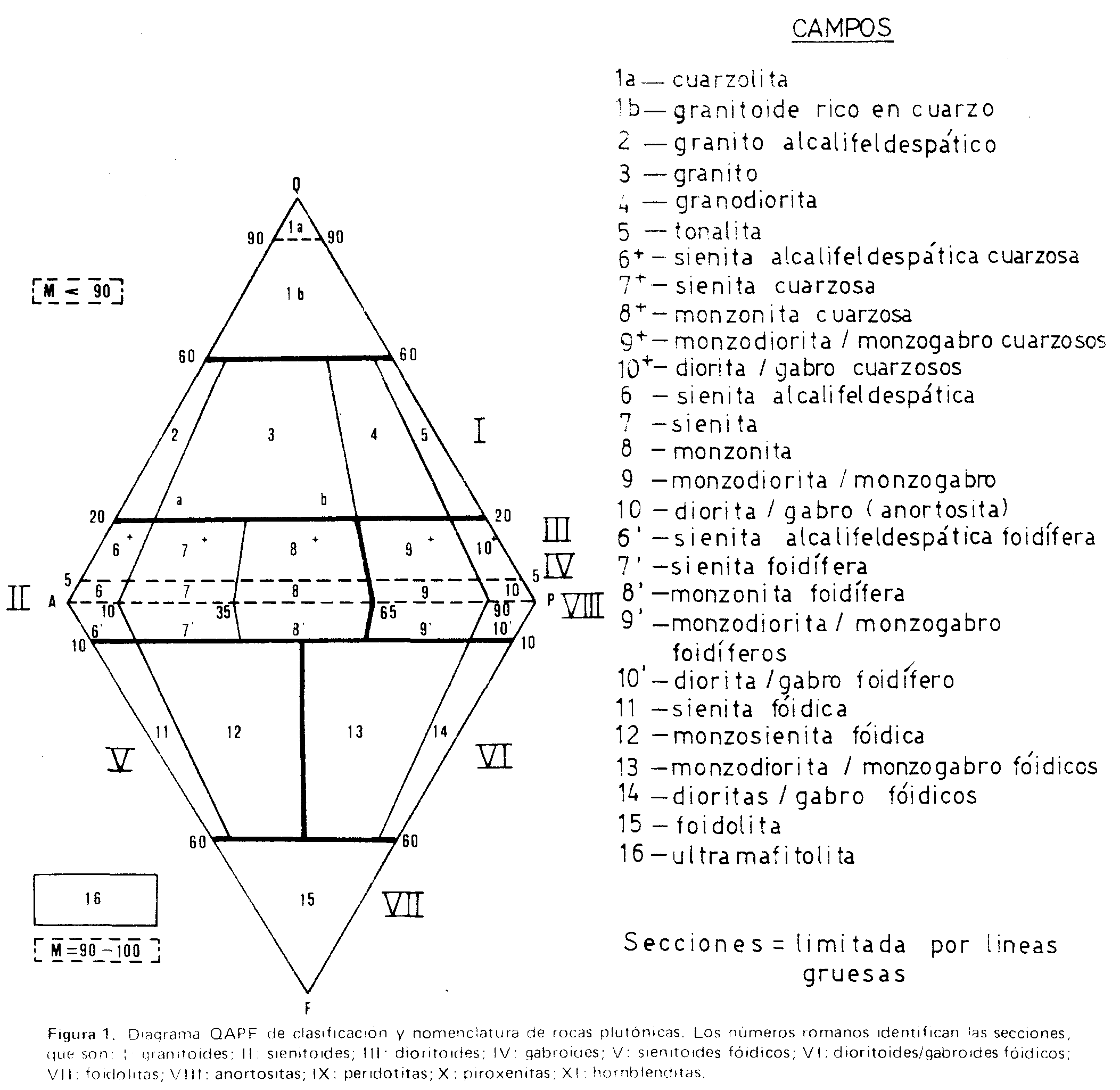
Diagrama QAPF para la clasificación de las rocas plutónicas

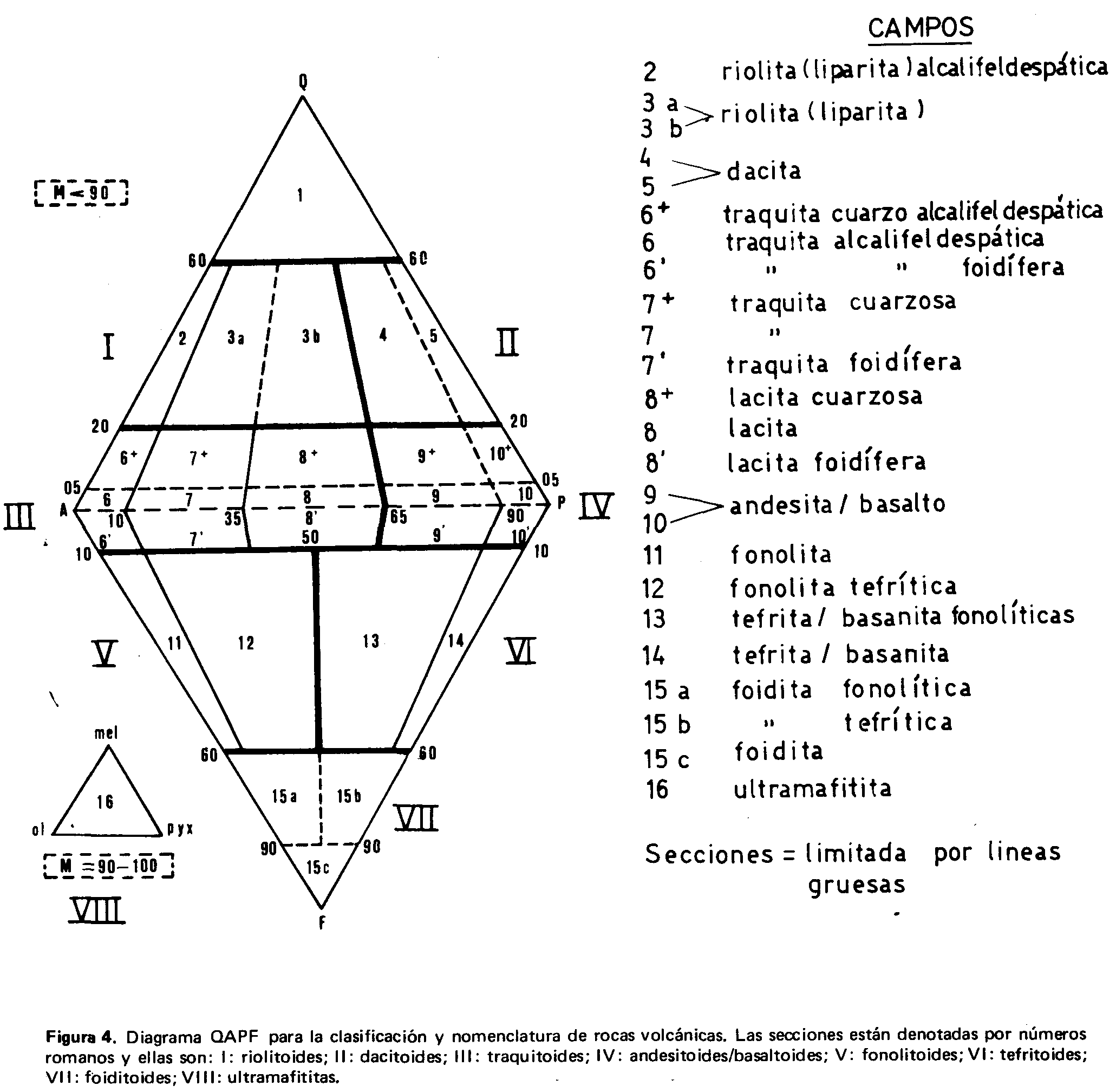
Diagrama QAPF para la clasificación de las rocas volcánicas

El diagrama QAPF es un doble diagrama ternario utilizado para clasificar rocas ígneas según su composición mineralógica. El acrónimo, QAPF, corresponde a "Cuarzo (en inglés: Quartz), feldespato alcalino (en inglés: Alkali feldspar), Plagioclasa, Feldespatoide". Estos son los grupos minerales para la clasificación en el diagrama QAPF. Los porcentajes de Q, A, P y F están normalizados (recalculados para que su suma sea 100%).

## Origen
Los diagramas QAPF fueron creados por Unión Internacional de Ciencias Geológicas (UICG), por la Subcomisión de Sistematización de Rocas Ígneas. Los diagramas son aceptados por la comunidad de geólogos en todo el mundo como un sistema de clasificación de rocas ígneas, especialmente rocas plutónicas.

## Utilización
Los diagramas QAPF son utilizados mayoritariamente para la clasificación de rocas intrusivas (rocas plutónicas), aunque también son utilizados para clasificar rocas volcánicas si se ha determinado la composición mineralógica de la roca. Los diagramas QAPF no son utilizados para la clasificación de rocas piroclásticas o rocas volcánicas si no ha sido determinada la composición mineralógica de la misma, en su lugar se utiliza la Clasificación TAS (Total-Alkali-Silica). La Clasificación TAS también se utiliza si la roca volcánica contiene vidrio volcánico (como la obsidiana). Los diagrmas QAPF tampoco son utilizados si los minerales máficos superan el 90% de la composición de la roca (por ejemplo peridotitas y piroxenitas).